# Barbara Otte-Kinast

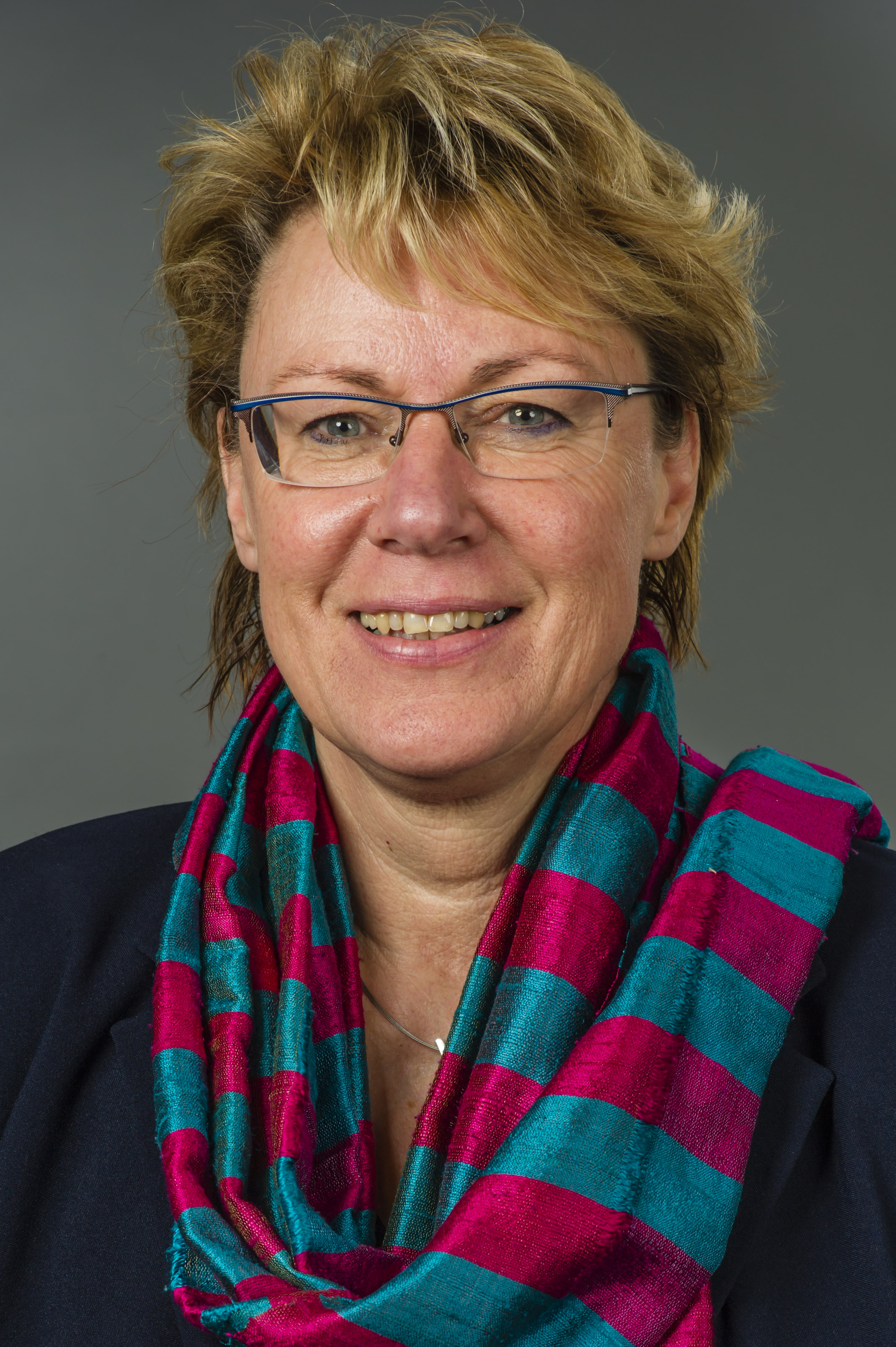
Barbara Otte-Kinast, 2018

Barbara Otte-Kinast (* 18. September 1964 in Ehmen jetzt Wolfsburg) ist eine deutsche Landwirtin und Politikerin (CDU). Sie war von 2017 bis 2022 niedersächsische Ministerin für Ernährung, Landwirtschaft und Verbraucherschutz. Seit 2022 ist sie Abgeordnete und Vizepräsidentin des Niedersächsischen Landtags.

## Leben
Nach ihrem erweiterten Sekundarabschluss I machte sie eine Ausbildung zur ländlichen Hauswirtschafterin. Von 1985 bis 1987 war sie Hauswirtschaftsleiterin in einem privaten Großhaushalt. Anschließend war sie bis 1992 Hauswirtschaftsleiterin einer Heimvolkshochschule. In Beber bei Bad Münder war sie von 1992 bis 2017 am Ausbau eines Milchviehbetriebs beteiligt.
Sie ist mit dem Landwirt Jürgen Kinast verheiratet und Mutter von drei Kindern.

## Politik
Barbara Otte-Kinast ist seit 2004 Mitglied des Kreistags des Landkreises Hameln-Pyrmont und seit 2017 Mitglied im Rat der Stadt Bad Münder. Seit 2014 ist sie zudem Vorsitzende des Niedersächsischen Landfrauenverbandes.
Der Spitzenkandidat und Landesvorsitzende der CDU in Niedersachsen Bernd Althusmann berief sie im Vorfeld der Landtagswahl 2017 in sein Schattenkabinett, zuständig für den Bereich Landwirtschaft. Nach der Wahl wurde sie von der Partei als Landwirtschaftsministerin der geplanten großen Koalition designiert. Mit der Bildung einer Großen Koalition in Niedersachsen wurde sie am 22. November 2017 Niedersächsische Landwirtschaftsministerin.
Bei der Landtagswahl in Niedersachsen 2022 kandidierte Otte-Kinast für das Direktmandat im Wahlkreis 35 (Bad Pyrmont), verfehlte es mit 32,9 % der Erststimmen knapp und zog über den zweiten Platz der Landesliste der CDU in den Niedersächsischen Landtag ein. Im Zuge des Amtsantritts des Kabinetts Weil III schied sie am 8. November 2022 aus dem Ministeramt aus.